# オイルマネー
オイルマネー（英: Oilmoney）は、主にOPEC加盟国の石油輸出による経常黒字で蓄積された資本のことで、1973年のオイルショック後に発生した。

## 呼称
国際的な原油取引市場では、米ドルが国際決済通貨の殆どを占めることからオイルダラー（Oildollar）とも呼ばれる。OPECには中東諸国が多いため、中東のアラビア資本をさすことが多い。英語では石油を意味するペトロリアム（Petroleum）と、米ドルを意味するダラー（Dollar）とを合成した、ペトロダラー（Petrodollar）という呼称である。

## 歴史
1974年、財政赤字とドル防衛が問題化していたアメリカのリチャード・ニクソン大統領とヘンリー・キッシンジャー国務長官がサウジアラビアを訪問し、ファイサル国王やファハド・ビン＝アブドゥルアズィーズ第二副首相兼内相との会談で、ドル建て決済で原油を安定的に供給することと引き換えに安全保障を提供する協定（ワシントン・リヤド密約）を交わした。
これにより第四次中東戦争の禁輸で高値となっていた石油を輸出することが可能となり、多額のドルが流入するようになった。国内への資本投下や財政支出などに用いられたが、使途が見つからなかった余剰資金が国際短期金融市場に流入することになった。この頃から、国際金融界において突如現れた産油国資本へ注目が集まるようになった。オイルマネーはユーロカレンシー市場を経由して、殆どがアメリカの金融市場へ流入していた。当初は流動性の高い短期資金であったが、次第に運用結果を重視するようになった。
1970年代には高い原油価格を背景に膨張を続けたが、1980年代に入ると先物市場の形成により、産油国による原油価格決定力が低下したため原油価格は低迷。産油国の脱石油依存を狙った国内投資が増大したこともあり、オイルマネーの影響力は低下した。2004年以降、国際的な流動性過多から商品市場の価格高騰が起きた。原油先物市場に「投機マネー」が流入し、2008年7月11日には一時1バレル147.27ドルにまで高騰。産油国は再度多額の輸出対価を得た。